# 196-я штурмовая авиационная дивизия
196-я штурмовая авиационная Жлобинская Краснознамённая дивизия (196-я шад) — соединение Военно-воздушных сил (ВВС) Вооружённых сил РККА штурмовой авиации, принимавшее участие в боевых действиях Великой Отечественной войны.

## Наименования дивизии

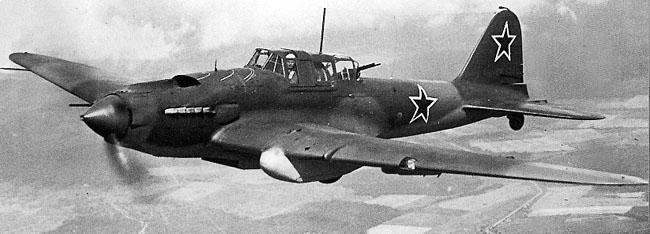
Ил-2

- 196-я штурмовая авиационная дивизия
- 196-я штурмовая авиационная Жлобинская дивизия
- 196-я штурмовая авиационная Жлобинская Краснознамённая дивизия
- Полевая почта 54844

## Создание дивизии
196-я штурмовая авиационная дивизия начала своё формирование Приказом НКО СССР в январе 1944 года и была сформирована 9 февраля 1944 года в составе 4-го штурмового авиационного корпуса ВВС Орловского военного округа.

## Расформирование дивизии
196-я штурмовая авиационная Жлобинская Краснознамённая дивизия в апреле 1946 года была расформирована в составе 4-го штурмового авиационного корпуса 4-й воздушной армии Северной группы войск.

## В действующей армии
В составе действующей армии:
- с 22 июня 1944 года по 8 сентября 1944 года,
- с 9 октября 1944 года по 9 мая 1945 года.

## Командир дивизии
- Подполковник, полковник[3] Грищенко, Кирилл Константинович[4], период нахождения в должности: с января 1944 года по 25 июня 1946 года.

## В составе объединений
| Дата          | Фронт (округ)           | Армия                          | Корпус                           | Примечания |
| ------------- | ----------------------- | ------------------------------ | -------------------------------- | ---------- |
| 01.01.1944 г. | Орловский военный округ | ВВС Орловского военного округа | 4-й штурмовой авиационный корпус | -          |
| 09.02.1944 г. | Резерв Ставки ВГК       | -                              | 4-й штурмовой авиационный корпус | -          |
| 22.06.1944 г. | 1-й Белорусский фронт   | 16-я воздушная армия           | 4-й штурмовой авиационный корпус | -          |
| 03.08.1944 г. | 2-й Белорусский фронт   | 4-я воздушная армия            | 4-й штурмовой авиационный корпус | -          |
| 07.09.1944 г. | Резерв Ставки ВГК       | -                              | 4-й штурмовой авиационный корпус | -          |
| 12.11.1944 г. | 2-й Белорусский фронт   | 4-я воздушная армия            | 4-й штурмовой авиационный корпус | -          |
| 09.05.1945 г. | 2-й Белорусский фронт   | 4-я воздушная армия            | 4-й штурмовой авиационный корпус | -          |
| 29.05.1945 г. | Северная группа войск   | 4-я воздушная армия            | 4-й штурмовой авиационный корпус | -          |
| 01.04.1946 г. | Северная группа войск   | 4-я воздушная армия            | 4-й штурмовой авиационный корпус | -          |

## Части и отдельные подразделения дивизии
За весь период своего существования боевой состав дивизии не претерпевал изменения:
| Период                  | Наименование                                                      | Вооружение                                              |
| ----------------------- | ----------------------------------------------------------------- | ------------------------------------------------------- |
| 18.06.1944 — 01.04.1946 | 289-й штурмовой авиационный полк, расформирован                   | Ил-2, доукомплектован и переформирован в полк охотников |
| 29.02.1944 — 01.04.1946 | 657-й штурмовой авиационный полк, расформирован                   | Ил-2                                                    |
| 29.02.1944 — 27.10.1944 | 946-й штурмовой авиационный полк, переименован в 189-й гв. шап    | Ил-2                                                    |
| 27.10.1944 — 01.04.1946 | 189-й гвардейский штурмовой авиационный полк, передан в 230-ю шад | Ил-2                                                    |

## Участие в операциях и битвах

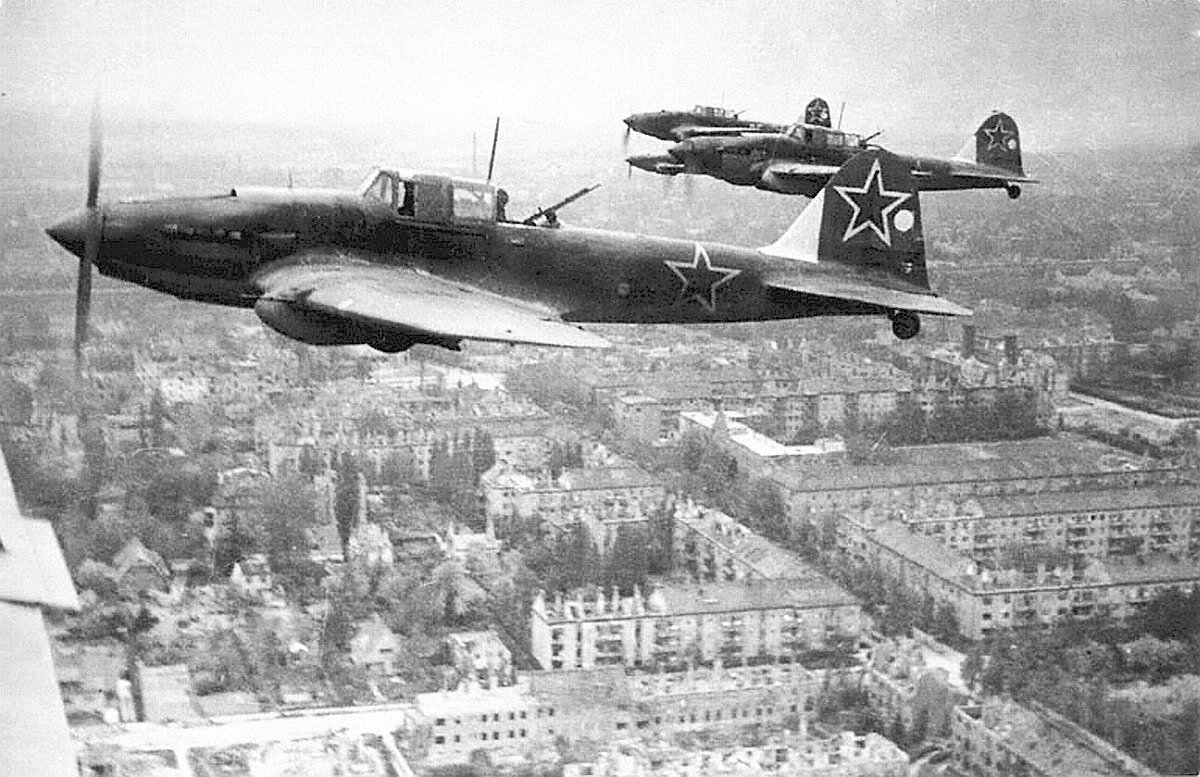
Звено Ил-2 м над Берлином в 1945 году

- Белорусская наступательная операция[7] с 23 июня 1944 года по 29 августа 1944 года
  - Бобруйская операция[7] с 24 июня 1944 года по 29 июня 1944 года
  - Минская операция с 29 июня 1944 года по 4 июля 1944 года
  - Барановичская операция[7] с 5 июля 1944 года по 16 июля 1944 года
  - Люблин-Брестская операция с 18 июля 1944 года по 2 августа 1944 года
  - Осовецкая наступательная операция[7] с 6 августа 1944 года по 14 августа 1944 года
- Восточно-Прусская операция с 13 января 1945 года по 25 апреля 1945 года
- Млавско-Эльбингская операция с 14 января 1945 года по 26 января 1945 года
- Восточно-Померанская операция[7] с 10 февраля 1945 года по 4 апреля 1945 года
  - Кенигсбергская операция с 6 апреля 1944 года по 9 апреля 1945 года
- Берлинская наступательная операция с 16 апреля 1945 года по 8 мая 1945 года

## Почётные наименования
- 196-й штурмовой авиационной дивизии за успешное выполнение заданий командования при овладении городом Жлобин присвоено почётное наименование «Жлобинская»[8]
- 657-му штурмовому авиационному полку присвоено почётное наименование «Гдыньский»[9]
- 946-му штурмовому авиационному полку присвоено почётное наименование «Брестский»[10]

## Награды
- 196-я штурмовая авиационная Жлобинская дивизия за образцовое выполнение заданий командования в боях с немецкими захватчиками при вторжении в южные районы Восточной Пруссии и проявленные при этом доблесть и мужество Указом Президиума Верховного Совета СССР от 19 февраля 1945 года награждена орденом «Красного Знамени»[11].
- 289-й штурмовой авиационный полк за образцовое выполнение заданий командования в боях с немецкими захватчиками при овладении городом Кёзлин и проявленные при этом доблесть и мужество Указом Президиума Верховного Совета СССР от 5 апреля 1945 года награждён орденом Красного Знамени[11].
- 657-й штурмовой авиационный Гдыньский полк за образцовое выполнение заданий командования в боях с немецкими захватчиками при овладении городами Штеттин, Гартц, Пенкун, Казеков, Шведт и проявленные при этом доблесть и мужество Указом Президиума Верховного Совета СССР от 4 июня 1945 года награждён орденом «Суворова III степени»[11].
- 946-й штурмовой авиационный полк Указом Президиума Верховного Совета СССР награждён орденом «Суворова III степени».

## Присвоение гвардейских званий
- 946-й Брестский штурмовой авиационный полк переименован в 189-й гвардейский Брестский штурмовой авиационный полк[12]

## Благодарности Верховного Главнокомандующего
Воинам дивизии Верховным Главнокомандующим объявлены благодарности:
- За отличие в боях за овладение городом и крупным железнодорожным узлом Жлобин — важным опорным пунктом обороны немцев на бобруйском направлении[13].
- За отличие в боях при овладении штурмом городом и крепостью Осовец — мощным укрепленным районом обороны немцев на реке Бобр, прикрывающим подступы к границам Восточной Пруссия[14].
- За отличие в боях при овладении штурмом города Пшасныш (Прасныш), городом и крепостью Модлин (Новогеоргиевск) — важными узлами коммуникаций и опорными пунктами обороны немцев, а также при занятии с боями более 1000 других населенных пунктов[15].
- За отличие в боях при овладении городами Хоэнзальца (Иновроцлав), Александров, Аргенау и Лабишин[16].
- За отличие в боях при овладении городами Шлохау, Штегерс, Хаммерштайн, Бальденберг, Бублиц[17]
- За отличие в боях при овладении городами Нойштеттин и Прехлау — важными узлами коммуникаций и сильными опорными пунктами обороны немцев в Померании[18].
- За отличие в боях при овладении городами Руммельсбург и Поллнов — важными узлами коммуникаций и сильными опорными пунктами обороны немцев в Померании[19].
- За отличие в боях при выходе на побережье Балтийского моря и при овладении городом Кёзлин — важным узлом коммуникаций и мощным опорным пунктом обороны немцев на путях из Данцига в Штеттин, раасчение войск противника в Восточной Померании от его войск в Западной Померании[20].
- За отличие в боях при овладении городами Бытув (Бютов) и Косьцежина (Берент) — важными узлами железных и шоссейных дорог и сильными опорными пунктами обороны немцев на путях к Данцигу[21].
- За отличие в боях при овладении городом Штольп — важным узлом железных и шоссейных дорог и мощным опорным пунктом обороны немцев в Северной Померании[22].
- За отличие в боях при овладении важными опорными пунктами обороны немцев на подступах к Данцигу и Гдыне — городами Тчев (Диршау), Вейхерово (Нойштадт) и выходе на побережье Данцигской бухты севернее Гдыни, занятии города Пуцк (Путциг)[23].
- За отличие в боях при овладении городом Альтдамм и ликвидации сильно укрепленного плацдарма немцев на правом берегу реки Одер восточнее Штеттина[24].
- За отличие в боях при овладении городами Пренцлау и Ангермюнде — важными опорными пунктами обороны немцев в Западной Померании[25].
- За отличие в боях при овладении городами и важными узлами Анклам, Фридланд, Нойбранденбург, Лихен и вступлении на территорию провинции Мекленбург[26].
- За отличие в боях при овладении городами Грайфсвальд, Трептов, Нойштрелитц, Фюрстенберг, Гранзее — важными узлами дорог в северо-западной части Померании и в Мекленбурге[27].
- За отличие в боях при овладении городами Штральзунд, Гриммен, Деммин, Мальхин, Варен, Везенберг — важными узлами дорог и сильными опорными пунктами обороны немцев[28].
- За отличие в боях при овладении городами Барт, Бад-Доберан, Нойбуков, Барин, Виттенберге и соединении 3 мая с союзными английскими войсками на линии Висмар, Виттенберге[29].
- За отличие в боях при овладении портом и военно-морской базой Свинемюнде — крупным портом и военно-морской базой немцев на Балтийском море[30].
- За отличие в боях при форсировании пролива Штральзундерфарвассер и овладении островом Рюген[31].

## Отличившиеся воины дивизии
- Гуров Константин Фролович, капитан, командир эскадрильи 657-го штурмового авиационного полка 196-й штурмовой авиационной дивизии 4-го штурмового авиационного корпуса 4-й воздушной армии Указом Президиума Верховного Совета СССР 18 августа 1945 года удостоен звания Герой Советского Союза. Посмертно.
- Давыдов Константин Иванович, капитан, командир эскадрильи 657-го штурмового авиационного полка 196-й штурмовой авиационной дивизии 4-го штурмового авиационного корпуса 4-й воздушной армии Указом Президиума Верховного Совета СССР 18 августа 1945 года удостоен звания Герой Советского Союза. Золотая Звезда № 8196
- Иванов Михаил Иванович, старший лейтенант, командир звена 657-го штурмового авиационного полка 196-й штурмовой авиационной дивизии 4-го штурмового авиационного корпуса 4-й воздушной армии Указом Президиума Верховного Совета СССР 18 августа 1945 года удостоен звания Герой Советского Союза. Золотая Звезда № 8223
- Кудряшов, Сергей Александрович, гвардии старший лейтенант, заместитель командира эскадрильи 189-го гвардейского штурмового авиационного полка 196-й штурмовой авиационной дивизии 4-й воздушной армии Указом Президиума Верховного Совета СССР 18 августа 1945 года удостоен звания Герой Советского Союза. Золотая Звезда № 8728
- Мишин Алексей Васильевич, старший лейтенант, заместитель командира эскадрильи 657-го штурмового авиационного полка 196-й штурмовой авиационной дивизии 4-го штурмового авиационного корпуса 4-й воздушной армии Указом Президиума Верховного Совета СССР 18 августа 1945 года удостоен звания Герой Советского Союза. Золотая Звезда № 8197
- Олейниченко Дмитрий Елисеевич, капитан, командир эскадрильи 189-го гвардейского штурмового авиационного полка 196-й штурмовой авиационной дивизии 4-го штурмового авиационного корпуса 4-й воздушной армии Указом Президиума Верховного Совета СССР 18 августа 1945 года удостоен звания Герой Советского Союза. Золотая Звезда № 7960
- Олепир Алексей Иванович, старший лейтенант, командир звена 657-го штурмового авиационного полка 196-й штурмовой авиационной дивизии 4-го штурмового авиационного корпуса 4-й воздушной армии Указом Президиума Верховного Совета СССР 18 августа 1945 года удостоен звания Герой Советского Союза. Золотая Звезда № 8198
- Рытов Александр Иванович, капитан, командир эскадрильи 946-го штурмового авиационного полка 196-й штурмовой авиационной дивизии 4-го штурмового авиационного корпуса 4-й воздушной армии Указом Президиума Верховного Совета СССР 23 февраля 1945 года удостоен звания Герой Советского Союза. Посмертно
- Слюнкин Виталий Семёнович, подполковник, командир 189-го гвардейского штурмового авиационного полка 196-й штурмовой авиационной дивизии 4-го штурмового авиационного корпуса 4-й воздушной армии Указом Президиума Верховного Совета СССР 18 августа 1945 года удостоен звания Герой Советского Союза.
- Тужилков, Сергей Васильевич, старший лейтенант, штурман 189-го гвардейского штурмового авиационного полка 196-й штурмовой авиационной дивизии 4-го штурмового авиационного корпуса 4-й воздушной армии Указом Президиума Верховного Совета СССР 18 августа 1945 года удостоен звания Герой Советского Союза. Золотая Звезда № 8199
- Фролов Михаил Алексеевич, лейтенант, командир эскадрильи 657-го штурмового авиационного полка 196-й штурмовой авиационной дивизии 4-го штурмового авиационного корпуса 4-й воздушной армии Указом Президиума Верховного Совета СССР 18 августа 1945 года удостоен звания Герой Советского Союза. Золотая Звезда № 8690

## Базирование
| Период               | Место базирования |
| -------------------- | ----------------- |
| 05.1945 — 14.05.1945 | Бошпол, Германия  |
| 14.05.1945 — 07.1945 | Лерц, Германия    |
| 07.1945 — 04.1947    | Польша            |